# Stadtarchiv Rinteln
Das Stadtarchiv Rinteln ist das kommunale Archiv der Stadt Rinteln im niedersächsischen Landkreis Schaumburg. Das Stadtarchiv ist zuständig für die Aufbewahrung von historisch wertvollem Schriftgut der Stadtverwaltung Rinteln und verwahrt Bestände über die Geschichte der Stadt Rinteln für stadtgeschichtliche, heimatkundliche oder genealogische Forschung. Untergebracht ist es im Bürgerhaus, Marktplatz 7, in der Rintelner Altstadt. Leiter des Stadtarchivs ist Stadtarchivar Stefan Meyer, der auch Die Eulenburg. Universitäts- und Stadtmuseum Rinteln leitet.